# Андовер (Јужна Дакота)
Андовер (енгл. Andover) град је у америчкој савезној држави Јужна Дакота.

## Демографија
По попису из 2010. године број становника је 91, што је 8 (-8,1%) становника мање него 2000. године.
| Група             | 2000.       | 2010.      |
| Белци             | 99 (100,0%) | 76 (83,5%) |
| Афроамериканци    | 0 (0,0%)    | 0 (0,0%)   |
| Азијати           | 0 (0,0%)    | 0 (0,0%)   |
| Хиспаноамериканци | 0 (0,0%)    | 15 (16,5%) |
| Укупно            | 99          | 91         |